# Namoluk Village
Namoluk Village är en ort i Mikronesiska federationen.   Den ligger i kommunen Namoluk Municipality och delstaten Chuuk, i den västra delen av landet, 600 km väster om huvudstaden Palikir. Namoluk Village ligger 22 meter över havet och antalet invånare är 407. Den ligger på ön Namoluk.
Terrängen runt Namoluk Village är mycket platt.  Det finns inga andra samhällen i närheten. 